# Igor' Vladimirovič Usov
Igor' Vladimirovič Usov (Orël, 25 aprile 1928 – Leningrado, 2 giugno 1990) è stato un regista sovietico.

## Filmografia parziale

### Regista
- Chotite - ver'te, chotite - net... (1964)
- Sed'moj sputnik (1967)
- Moj dobryj papa (1970)
- A vy ljubili kogda-nibud'? (1973)